# Caroline Pohle
Pour les articles homonymes, voir Pohle (homonymie).
Caroline Pohle, née le 25 septembre 1995 à Leipzig en Allemagne est une triathlète allemande, vainqueur sur triathlon Ironman 70.3.

## Palmarès
Le tableau présente les résultats les plus significatifs (podium) obtenus sur le circuit international de triathlon depuis 2019,.
| Année | Compétition                                        | Pays      | Position           | Temps           |
| ----- | -------------------------------------------------- | --------- | ------------------ | --------------- |
| 2024  | Ironman 70.3 Zell am See-Kaprun                    | Autriche  | Médaille d'or      | 4 h 17 min 24 s |
| 2024  | Ironman 70.3 Tallinn                               | Estonie   | Médaille d'or      | 3 h 59 min 40 s |
| 2024  | Trumer Triathlon                                   | Autriche  | Médaille d'or      | 4 h 17 min 6 s  |
| 2024  | Ironman 70.3 Valence                               | Espagne   | Médaille de bronze | 4 h 12 min 11 s |
| 2023  | Championnat du monde Challenge                     | Slovaquie | Médaille d'argent  | 4 h 0 min 17 s  |
| 2023  | Challenge Vieux Bocau                              | France    | Médaille d'or      | 3 h 38 min 10 s |
| 2023  | Ironman 70.3 Bahrain                               | Bahreïn   | Médaille de bronze | 4 h 0 min 17 s  |
| 2022  | Ironman 70.3 Dresde                                | Allemagne | Médaille d'or      | 4 h 9 min 40 s  |
| 2019  | Coupe du monde - l'étape de Karlovy Vary           | Tchéquie  | Médaille de bronze | 2 h 10 min 41 s |
| 2019  | Championnat d'Europe en relais mixte               | Pays-Bas  | Médaille d'argent  | 1 h 11 min 43 s |
| 2019  | Coupe d'Afrique - étape sprint de Yasmine Hammamet | Tunisie   | Médaille d'or      | 1 h 1 min 31 s  |